# Chechil
Chechil (en armenio: Չեչիլ) es un queso de hilo de salmuera que se originó en Armenia. Tiene una consistencia aproximada a la de la mozzarella o sulguni y se produce en forma de cuerdas densas, enrolladas en forma de ocho cuerdas gruesas en forma de trenza. 
Chechil es uno de los quesos producidos en las Tierras Altas de Armenia y también se llama husats o tel. Es un queso amasado o desmenuzado, y el arte del fabricante de queso consiste en estirarlo para que produzca una "textura de pechuga de pollo". El queso a menudo se vende trenzado en cuerdas gruesas. A la cuajada se le da un baño de suero caliente, que se amasa y estira hasta obtener la consistencia flexible y deseable. En el mundo occidental, el chechil panir a menudo se llama queso armenio o sirio. Refugiados armenios que se establecieron en Siria después del Genocidio Armenio de 1915 lo introdujeron en el país. En Turquía, el checil se llama çeçil o tel peyniri, y es muy popular porque se produce específicamente en Erzurum y en Ardahan. En Rusia, es muy popular como maridaje de cerveza en bares. 
Se madura en salmuera y a menudo se ahuma antes del consumo. A veces se mezcla con queso de granjero o varios quesos duros, y se almacena en frascos o pieles de vino . 

## Contenido nutritivo
- Grasa - 5-10%
- Agua - 58-60%
- Sal - 4-8%

Debido a su bajo contenido de grasa, el chechil se usa a menudo como alimento dietético. 